# سيدي أبو عبد الله (سيدي أبو عبد الله)
سيدي أبو عبد الله هو دُوَّار يقع بجماعة شرفاء مدغرة، إقليم الرشيدية، جهة درعة تافيلالت في المملكة المغربية. ينتمي الدوّار لمشيخة سيدي أبو عبد الله التي تضم 8 دواوير. يقدر عدد سكانه بـ 1953 نسمة حسب الإحصاء الرسمي للسكان والسكنى لسنة 2004.

## روابط خارجية
- البوابة الوطنية للجماعات الترابية نسخة محفوظة 12 مارس 2018 على موقع واي باك مشين.
- المندوبية السامية للتخطيط